# 井波他次郎
井波 他次郎（いなみ たじろう、元治2年2月23日（1865年3月20日） - 1936年（昭和11年）2月26日）は戦前の英語・漢籍・数学教師。金沢木倉町・六枚町・仙石町の私塾や東京甲津学舎で教え、英和辞典『新撰英龢字敟』を編纂した。1888年（明治21年）頃泉鏡花が六枚町の塾に寄宿した。

## 生涯

### 金沢時代
元治2年（1865年）2月23日金沢宝船路町の紙商石王孫平の次男として生まれた。小学校に通ったかは定かではないが、中学校へは進まず、学問は私塾や独学で身につけたと考えられる。一時陸軍士官学校を志したが、乗馬の練習中落馬により負傷し、断念したという。
1884年（明治17年）12月15日木倉町62番地井波太三郎の死後、養子となって家督を継ぎ、同地に英学塾を開き、1885年（明治18年）には六枚町46番地に移った。
1885年（明治18年）雲根堂牧野一平の依頼により、8月から12月まで『広益英倭字典』を基礎に『新撰英龢字敟』を編纂した。1886年（明治19年）2月11日からは牧野の後援で上松原町に出張講義し、仙石町でも教えた。1888年（明治21年）泉鏡花が六枚町の塾に入学し、英語の代稽古をさせたほか、巣鴨拘置所教誨師花山信勝の母が仙石町の塾で英語を学んだという。

### 上京後
明治30年代後半一家で上京し、私立甲津学舎等の教師や家庭教師として生計を立てた。1919年（大正8年）実兄5代木越三右衛門正保が死去すると、自身の長女を養女に出していた関係で6代木越三右衛門正道を名乗ったが、家業の鋳物師は兄の代で廃されており、自身も従事しなかった。後に弟に名跡の譲渡を依頼されたが、これを断った。
二・二六事件勃発と同日の1936年（昭和11年）2月26日、東京市江戸川区小岩町の自宅で病没した。墓所は中野区沼袋明治寺密蔵院墓地。戒名は素光院鏡月正道居士。

## 泉鏡花との関係
泉鏡花の父泉清次は他次郎の弟の養家水野源六家と同業の彫金師で、7代光和に師事し、8代光春とは相弟子の間柄だった。鏡花は第四高等中学校の受験に失敗後、1888年（明治21年）六枚町の井波塾に入ったが、1889年（明治22年）6月には富山の友人宅に身を寄せ、1890年（明治23年）11月光春の妻多みの同伴で上京し、尾崎紅葉に師事した。
1895年（明治28年）発表の『妖怪年代記』は金沢古寺町で英語・漢籍・数学を教える松川某の私塾を舞台としているほか、1905年（明治38年）『いろ扱ひ』において井波塾での生活を回想し、先生に小説類や外出を禁じられ、難波戦記物の小説を没収されるも、ランプの油の買い足し、小川（鞍月用水）での褌の洗濯を口実として貸本屋に通ったことや、『ナショナル読本』・『スウィントン万国史』で隠しながら美少年録を盗み読んだことを語っている。

## 親族
- 父：石王孫平 - 金沢宝船路町の紙商[1]。
  - 兄：孫次（5代木越三右衛門正保） - 安政4年（1857年）5月25日生、1919年（大正8年）3月29日没[1]。
  - 弟：次三郎（9代水野源六光美）- 明治元年（1868年）2月9日生[1]。
- 養父：井波太三郎 - 1884年（明治17年）12月15日没[2]。
- 妻 - 4代木越三右衛門玄濤三女。七男三女を生んだ[1]。
  - 長女 – 兄5代木越正保養女[1]。
  - 七男：井波七郎 - 1907年（明治40年）日本橋区浜町生。高等裁判所判事の後、弁護士[1]。